# Stigmatosema hatschbachii
Stigmatosema hatschbachii là một loài thực vật có hoa trong họ Lan. Loài này được (Pabst) Garay miêu tả khoa học đầu tiên năm 1980.